# Nihel Sheij Ruhu
Nihel Sheij Ruhu –en árabe, نهال شيخ روحو– (Sfax, 5 de enero de 1987) es una deportista tunecina que compite en judo.
Ganó una medalla en el Campeonato Mundial de Judo de 2017, y 22 medallas en el Campeonato Africano de Judo entre los años 2008 y 2021. En los Juegos Panafricanos consiguió cinco medallas entre los años 2007 y 2019.

## Palmarés internacional
| Campeonato Mundial  | Campeonato Mundial                | Campeonato Mundial | Campeonato Mundial |
| Año                 | Lugar                             | Medalla            | Categoría          |
| ------------------- | --------------------------------- | ------------------ | ------------------ |
| 2017                | Marrakech (Marruecos)             | Medalla de bronce  | Abierta            |
| Juegos Panafricanos |                                   |                    |                    |
| Año                 | Lugar                             | Medalla            | Categoría          |
| 2007                | Argel (Argelia)                   | Medalla de oro     | Abierta            |
| 2007                | Argel (Argelia)                   | Medalla de bronce  | +78 kg             |
| 2011                | Maputo (Mozambique)               | Medalla de oro     | +78 kg             |
| 2015                | Brazzaville (República del Congo) | Medalla de oro     | +78 kg             |
| 2019                | Rabat (Marruecos)                 | Medalla de oro     | +78 kg             |
| Campeonato Africano |                                   |                    |                    |
| Año                 | Lugar                             | Medalla            | Categoría          |
| 2008                | Agadir (Marruecos)                | Medalla de oro     | +78 kg             |
| 2008                | Agadir (Marruecos)                | Medalla de oro     | Abierta            |
| 2009                | Puerto Louis (Mauricio)           | Medalla de oro     | +78 kg             |
| 2009                | Puerto Louis (Mauricio)           | Medalla de oro     | Abierta            |
| 2010                | Yaundé (Camerún)                  | Medalla de oro     | +78 kg             |
| 2010                | Yaundé (Camerún)                  | Medalla de oro     | Abierta            |
| 2011                | Dakar (Senegal)                   | Medalla de oro     | +78 kg             |
| 2011                | Dakar (Senegal)                   | Medalla de oro     | Abierta            |
| 2012                | Agadir (Marruecos)                | Medalla de plata   | +78 kg             |
| 2012                | Agadir (Marruecos)                | Medalla de plata   | Abierta            |
| 2013                | Maputo (Mozambique)               | Medalla de oro     | +78 kg             |
| 2013                | Maputo (Mozambique)               | Medalla de oro     | Abierta            |
| 2014                | Puerto Louis (Mauricio)           | Medalla de oro     | +78 kg             |
| 2014                | Puerto Louis (Mauricio)           | Medalla de plata   | Abierta            |
| 2015                | Libreville (Gabón)                | Medalla de oro     | +78 kg             |
| 2015                | Libreville (Gabón)                | Medalla de oro     | Abierta            |
| 2016                | Túnez (Túnez)                     | Medalla de oro     | +78 kg             |
| 2016                | Túnez (Túnez)                     | Medalla de bronce  | Abierta            |
| 2018                | Túnez (Túnez)                     | Medalla de oro     | +78 kg             |
| 2018                | Túnez (Túnez)                     | Medalla de oro     | Abierta            |
| 2019                | Ciudad del Cabo (Sudáfrica)       | Medalla de oro     | +78 kg             |
| 2021                | Dakar (Senegal)                   | Medalla de oro     | +78 kg             |